# Galgenberg (Šluknovská pahorkatina, 386 m)
Galgenberg (hornolužickosrbsky Šibjeńčna hora, česky doslovně Šibeniční vrch) je vrch o nadmořské výšce 386 m na území hornolužického města Wilthen v zemském okrese Budyšín v Sasku.

## Přírodní poměry
Vrch leží na území města Wilthen; díl jižně od vrcholu v místní části Wilthen, díl severně od vrcholu v místní části Irgersdorf. Geomorfologicky náleží k německé části Šluknovské pahorkatiny (Lausitzer Bergland) a její mesogeochoře Severní hornolužická vrchovina (Nördliches Oberlausitzer Bergland). Geologické podloží tvoří dvojslídý granodiorit. Převažujícím půdním typem je podzolová kambizem, kterou na malé ploše střídá pseudoglej a v zástavbě pak regosol. Při jižním úpatí protéká Butterwasser a při severovýchodním jeho přítok. Celý vrch tak náleží k povodí Sprévy, Labe a k úmoří Severního moře. Svahy Galgenbergu jsou využívány převážně jako zemědělská půda, oblast severně a severozápadně od vrcholu je však zalesněna listnatým až smíšeným lesem. Jižní svahy spadají k Wilthenu, na severovýchodním svahu leží vesnice Irgersdorf. Galgenberg leží v chráněné krajinné oblasti Oberlausitzer Bergland.

## Turistika
K vrcholové části vedou dvě turistické stezky, u jejichž křižovatky se nachází přístřešek. Modrá je okružní turistická trasa, jež prochází Wilthenem a jeho severním okolím. Zelená stezka vede v jednom směru do Budyšína a v druhém k vrchu Großer Picho (498 m). Vrchol poskytuje výhled jižním směrem.